# グランド・ストリート駅 (LIRR本線)
グランド・ストリート駅（英: Grand Street）とはかつて存在したロングアイランド鉄道の本線の駅である。それはニューヨーク・クイーンズのエルムハースト地区にあるグランド・ストリート（現在はアベニュー）、現在のINDクイーンズ大通り線のグランド・アベニュー-ニュータウン地下鉄駅の西側にあった。それはわずか12年間しか営業していなかったにもかかわらず、本線とレゴ・パーク地区で本線から分離するロッカウェイ・ビーチ支線の両方が利用した。
その駅は一対の屋根付きの小屋 (sheltered sheds) として1913年7月1日に開業し、本線の各駅停車が利用し、同時にロッカウェイ・ビーチ支線の起終点として利用された。その小屋は1922年に移転され、1925年に駅 (station stop) として休止された。3年後、新しいレゴ・パーク駅がホワイトポット・ジャンクションに建設されたが、それはもっぱらロカッウェイ・ビーチ支線の列車が利用した。

## ノート
もう1つのグランド・ストリート駅（エバーグリーン支線の駅）がこの駅の西側にあった。この駅は当初1868年のいつかにロングアイランド・サウスサイド鉄道によってメトロポリタン・アベニューとイーストリバー・フェリー (East River Ferry) のグランド・ストリート (ブルックリン)の間に建設された。2番目の停車場に1878年5月15日に置換されたが、それは1885年9月28日に閉鎖された。